# Kvint Cecilij Metel Numidski
Kvint Cecilij Metel Numidski (latinsko Quintus Caecilius Metellus Numidicus, vzdevek Prašič), starorimski general in politik, * ok. 155 pr. n. št, † ok. 91 pr. n. št.
Bil je poveljnik v Afriki v jugurtinski vojni proti Jugurti leta 109 in 108 pr. n. št. Leta 109 je bil tudi konzul. Slovel je po poštenosti.
Vzdevek Prašič je dobil po tem, ko sta ga njegova legata Gaj Marij in Publij Rutilij Ruf vrgla v blato in ga obrekovala. Pred tem je bil zaščitnik Gaja Marija.
Iz republike je bil izgnan leta 100 pr. n. št. zaradi nasprotovanja prisegam, ki jih je podpiral eden od Marijevih zakonov. Nekaj let pozneje se je vrnil v Rim, vendar se je le malo vmešaval v politiko. Cicero dvomljivo poroča o govorici, da je Kvint Varij, populistični tribun plebejcev leta 91 pr. n. št., končno zastrupil Metela – domnevno Metela Numidika.
Imel je samo enega sina, Kvinta Cecilija Metela Pija.